# Sahaj Marg

## Giới thiệu chung
Thiền phái Sahaj Marg (tiếng Sanskrit là Con đường tự nhiên), hay còn gọi là thiền Heartfulness, là một phái thiền theo Raja Yoga. Hệ thống này thiền trên đối tượng là trái tim và Ánh Sáng Thiêng Liêng. 
Các thành phần chính của thực hành thiền theo hệ thống Sahaj Marg là: 
- Thiền (Meditation)
- Thanh lọc (Cleaning)
- Thiền nguyện (Prayer).

Thiền được thực hiện nhất niệm trên đối tượng "Giả định về sự soi sáng thiêng liêng" trong trái tim mình, thiền được thực hiện 30-60 phút vào các buổi sáng.
Quá trình thanh lọc được thực hiện để loại bỏ tất cả các thứ tạp bẩn tích tụ trong người. Thanh lọc được thực hiện khoảng 30 phút vào buổi chiều tối sau ngày làm việc.
Thiền nguyện được thực hiện trong 10 phút trước khi đi ngủ.
Ngoài ra, người hành thiền còn phải sống và làm theo 10 câu châm ngôn, vốn được coi là rất quan trọng cho sự tiến bộ tâm linh trong quá trình tập thiền.
Vì đối tượng thực hành của trái tim, cho nên việc thực hành thiền theo hệ thống này còn được gọi là thiền Heartfulness.

## Thực hành

### Bắt đầu
Để có thể tự tập thiền hàng ngày, người hành thiền phải có sự chỉ dẫn của người hướng dẫn thiền có chứng chỉ (preceptor). Người tập không phải trả bất cứ một khoản phí nào cho việc hướng dẫn và tập luyện của mình.

### Việc thực hành hàng ngày được thực hiện như sau
- Thiền buổi sáng, thiền trên sự giả định có sự soi sáng thiêng liêng trong tim (30–60 phút);
- Thanh lọc buổi tối loại bỏ các ám ảnh đã tích tụ. Việc này được thực hiện với giả định trong tâm trí là: các ám ảnh và ấn tượng, được đẩy ra ngoài từ phía lưng, theo dạng khói hoặc hơi. Và thay vào chỗ trống đó là ánh sáng thiêng liêng; quá trình này thực hiện trong 30 phút;
- Thiền nguyện trước khi đi ngủ (10 phút)

### Thực hành hàng tuần
- Thiền nhóm, hay còn gọi là 'satsangh' được thực hiện tại các trung tâm, trên toàn thế giới, 2 lần 1 tuần - Sáng chủ nhật và tối thứ tư. Satsangh (tiếng Sanskrit) có nghĩa là cùng nhau đến với chân lý (sat = Chân lý, và sangha = Nhóm).
- Buổi thanh lọc: Bên cạnh việc tự thanh lọc hành ngày, khoảng từ 1 đến 2 tuần, những người hành thiền sẽ thực hiện thanh lọc sâu cùng với người hướng dẫn thiền (preceptors)

### Các thực hành khác
- Cầu nguyện cho vũ trụ: Ngoài việc thực hành hàng ngày và hàng tuần, cho sự tiến bộ của bản thân, người hành thiền theo Sahaj Marg thường dành thời gian để cầu nguyện cho sự tiến bộ của những người khác, việc cầu nguyện được thực hiện như sau:

9 giờ tối, mọi người hành thiền sẽ dừng các việc mình đang làm, ngồi thiền khoảng 15 phút, nghĩ rằng tất cả những người hành thiền khác (gọi là anh chị em) sẽ đầy lòng yêu thương, sự thành tâm và niềm tin sẽ ngày càng sâu sắc trong họ. Họ thấy được quá trình hành thiền sẽ mang lại lợi ích to lớn cho chính họ.
- Thường niệm (Constant remembrance): Mục tiêu của Yoga là để hoàn toàn đồng nhất với Đấng Tạo Hóa. Vì vậy tất cả những người tập Yoga (YOGI) thường xuyên trầm ngâm suy tưởng về Đấng Tạo Hóa, việc thực hành thường niệm (suy nghĩ liên tục) về Đấng Tạo Hóa được xem là đưa sự hiện diện của NGÀI vào tất cả các hoạt động hàng ngày, điều này sẽ giúp cho sự phát triển tâm linh được nhanh hơn.

## Các thành phần đặc biệt
Có một số thành phần chỉ có ở hệ thống Sahaj Marg:
- Thanh lọc.
- Truyền năng lượng tâm linh (transmission): năng lượng tâm linh được truyền qua trái tim của Guru, người đã kết nối được với nguồn năng lượng thiêng liêng, đến trái tim của người hành thiền thông qua sức mạnh của tình yêu thương (love).

## Sahaj Marg ở Việt Nam
Ở Việt Nam hiện nay, có hai trung tâm thiền, một trung tâm thiền ở Hà Nội với khoảng 30 người hành thiền (abhyasi) thường xuyên, và một trung tâm ở thành phố Hồ Chí Minh

## Các tài nguyên gần với chủ đề
- Meditation
- Spirituality
- Spiritualism
- Raja Yoga